# Šácholan Fraserův

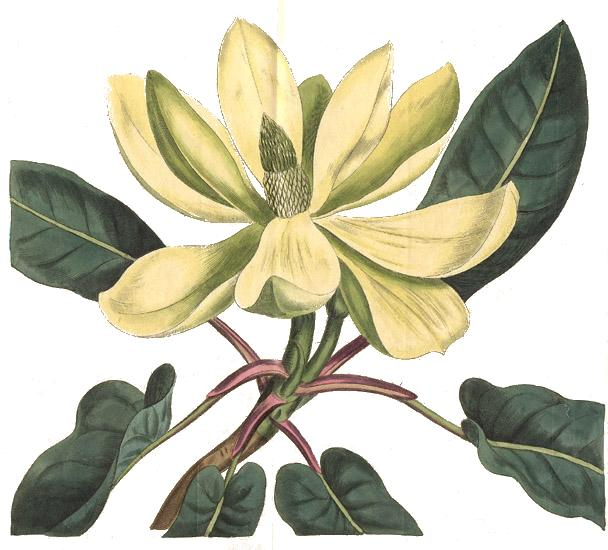
Kresba šácholanu Fraserova z roku 1809

Šácholan Fraserův (Magnolia fraseri), též zvaný magnólie Fraserova, je opadavý strom z čeledi šácholanovitých. Náleží k velkolistým a velkokvětým druhům a rozkvétá až po olistění. Pochází z Appalačského pohoří na jihovýchodě USA.

## Popis
Šácholan Fraserův je opadavý strom dorůstající výšky okolo 25 metrů. Borka je hladká, šedá až hnědavá. Letorosty jsou lysé, červenohnědé, listové pupeny jsou lysé. Listy jsou nahloučené na koncích větví. Listy jsou kosočtverečně obvejčité, obvejčitě lopatkovité až obkopinaté, nejširší přibližně v polovině, k bázi se postupně zužující, na bázi srdčité až ouškaté, řidčeji uťaté, na vrcholu špičaté až tupé, 20 až 30, výjimečně až 60 cm dlouhé a obvykle 8 až 16 cm široké. Listy jsou na líci lysé a zelené, na rubu světle zelené až nasivělé a lysé. Řapíky jsou 5 až 10 cm dlouhé. Květy jsou zprvu žlutavé, později krémově bílé, vonné, 16 až 22 cm široké a rozkvétají po olistění. Okvětí je složeno z 9 až 12 okvětních plátků. Vnitřní plátky jsou 7 až 15 cm dlouhé, vnější 3 okvětní lístky jsou kratší, zelenavé a nahrazují kalich.
Tyčinky jsou 8 až 14 mm dlouhé, s bílými nitkami. Souplodí jsou růžová, válcovitá nebo elipsoidní, 5,5 až 10 cm dlouhá a 2,5 až 5 cm široká. Měchýřky jsou zakřivené, dlouze zobanité, lysé. Semena jsou čočkovitá, 7 až 10 mm dlouhá, obalená červeným míškem.

## Rozšíření
Šácholan Fraserův se vyskytuje na jihovýchodě USA v Appalačských horách a jejich podhůří. Roste v lesích v nadmořských výškách 300 až 1520 metrů.

## Taxonomie
V současné klasifikaci rodu Magnolia je šácholan Fraserův řazen do podrodu Magnolia a sekce Auriculata jako její jediný zástupce. Někteří autoři oddělují samostatný druh Magnolia pyramidata, většinou je však řazen jako varieta nebo poddruh šácholanu Fraserova. Odlišuje se zejména nižším vzrůstem, poněkud odlišným tvarem listů, drobnějšími květy i měchýřky a menším počtem tyčinek.

## Zajímavosti
Největší známý exemplář šácholanu Fraserova roste v národním parku Great Smoky Mountains v Tennessee. Je 32,6 metru vysoký a průměr kmene dosahuje 94 cm.

## Význam
Šácholan Fraserův není uváděn z žádné botanické zahrady v Česku.